# Osso pisiforme
L'osso pisiforme, detto così perché nella forma e nelle dimensioni ricorda un pisello, è un osso breve del carpo ed un osso sesamoide incluso nel tendine del muscolo flessore ulnare del carpo. Esso si pone nella fila prossimale del carpo anteriormente all'osso piramidale, col quale instaura un'articolazione artrodia compresa tra le articolazioni carpali della mano. L'osso pisiforme ha anche una certa importanza diagnostica dal momento che viene utilizzato come riferimento per analizzare lo stato di crescita nei bambini.

## Descrizione
L'osso pisiforme ha forma irregolarmente sferica, offrendo alla descrizione sei facce, delle quali una prossimale, una distale, una mediale, una dorsale, una palmare ed una laterale. La superficie prossimale accoglie l'inserzione del tendine distale del muscolo flessore ulnare del carpo. Dalla superficie distale originano i legamenti piso-uncinato e piso-metacarpale, che costituiscono la prosecuzione distale del tendine del muscolo flessore ulnare del carpo. La superficie mediale offre inserzione del legamento collaterale ulno-carpale. La superficie dorsale presenta una piccola superficie articolare di forma circolare e rivestita di cartilagine ialina, detta faccetta articolare piso-piramidale del pisiforme. Questa si articola con l'omologa faccetta articolare sulla superficie palmare dell'osso piramidale nell'articolazione piso-piramidale. Infine la superficie palmare e quella laterale offrono inserzione alla porzione mediale del legamento trasverso del carpo.